# Onesia toxonneura
Onesia toxonneura är en tvåvingeart som först beskrevs av Macquart och Sabin Berthelot 1838.  Onesia toxonneura ingår i släktet Onesia och familjen spyflugor.
Artens utbredningsområde är Kanarieöarna. Inga underarter finns listade i Catalogue of Life.